# سام توغويل
سام توغويل (بالإنجليزية: Sam Togwell)‏ (14 أكتوبر 1984 في المملكة المتحدة - ) هو لاعب كرة قدم بريطاني في مركز الوسط. لعب مع أكسفورد يونايتد وبورت فايل وسكونثورب يونايتد وكريستال بالاس ونادي بارنت ونادي بارنسلي ونادي تشيسترفيلد ونادي نورثامبتون تاون وويكمب وندررز.

## وصلات خارجية
- سام توغويل على موقع قاعدة بيانات كرة القدم.إي يو (الإنجليزية)
- سام توغويل على موقع Soccerbase.com (لاعب) (الإنجليزية)
- سام توغويل على موقع Soccerway.com (الإنجليزية)